# Cyclophora alba
Cyclophora alba là một loài bướm đêm trong họ Geometridae.